# Safranbolulu İzzet Mehmed Pasha
Safranbolulu Izzet Mehmed Pasha (1743-18 de septiembre de 1812) fue un gran visir del Imperio Otomano y sirvió desde 1794 hasta 1798.
Izzet Mehmet Pasha nació en Safranbolu (hoy en la provincia de Karabük, Turquía). Su tío fue el Kapudan Pasha (gran almirante) Hacı Benli Mustafa Pasha. Izzet Mehmed Pasha llegó a Estambul en 1759/60 para trabajar con él. En 1778, se casó con la hija de Halil Hamid Pasha, convirtiéndose en su yerno.
Luego se desempeñó como gobernador otomano de Yeda (1787-1790), Morea (1790-1791), y Egipto (mayo de 1791-septiembre de 1794).
El 19 de octubre de 1794, fue nombrado gran visir por el sultán Selim III. Mientras ocupó el cargo de gran visir, fue testigo de los siguientes eventos importantes:
El primero de los hechos importantes es el incendio de Estambul, que estalló en 1795 y duró once horas. En este incendio, las inmediaciones de Balıkpazarı, Uzunçarşı y la mezquita Ahi Çelebi se quemaron por completo.
El segundo evento importante es el levantamiento de Osman  Pazvandoğlu que comenzó a fines de 1797. Para castigar a este notable rebelde rumeliano, que se opuso al Nizam-i Cedid, en la asamblea extraordinaria convocada en Babıâlı, Kaptan-ı deryA Küçük Hüseyin Pasha fue nombrado comandante de las fuerzas gubernamentales. Aunque las fuerzas estatales obtuvieron la victoria en los enfrentamientos con las fuerzas de Pazvandoğlu en varios frentes, la rebelión de Pazvandoğlu no pudo reprimirse por completo.
El tercer acontecimiento importante fue la Invasión francesa a Egipto. Después de los cambios en la Francia revolucionaria, que fue reconocida por el gobierno otomano, en 1798, se organizó una expedición militar francesa en Egipto, una provincia otomana, con el fin de expulsar al general Napoleón Bonaparte, quien se hizo muy famoso sobre todo tras las Campaña italiana, en París, el centro del estado. La flota del ejército y la marina francesa compuesta por 40.000 soldados, 10.000 marineros y 13 grandes galeones de vela con dos o tres escotillas, 14 fragatas y 400 barcos de transporte. En mayo de 1798 La marina francesa bajo el mando de Napoleón Bonaparte, partiendo de Toulon a principios de julio. Al llegar al puerto de Alejandría, tomó la ciudad sin mucha resistencia. Entró en El Cairo el 23 de julio, ganando la Batalla de las Pirámides. Sin embargo, la flota de la armada francesa, que llevó tropas francesas a Egipto, fue derrotada en la Batalla del Nilo a principios de agosto por la armada británica bajo el mando del almirante Horatio Nelson. Así, los ejércitos napoleónicos en Egipto quedaron aislados de Francia.
Mientras se producían estos acontecimientos en Egipto, İzzet Mehmed Pasha de Safranbolu, que fue gobernador aquí antes y, por lo tanto, debería haber conocido el estado de la provincia, y que no tomó precauciones a pesar de los rumores de que Francia atacaría Egipto durante unos meses, fue despedido el 30 de agosto de 1798 y exiliado a Quíos (ahora una isla griega), y luego a Manisa. Murió en Manisa el 19 de septiembre de 1812.